# Gangwar, Raichur
Gangwar là một làng thuộc tehsil Raichur, huyện Raichur, bang Karnataka, Ấn Độ.